# Диселенид урана
Диселенид урана — бинарное неорганическое соединение
урана и селена
с формулой USe2,
кристаллы.

## Получение
- Спекание стехиометрических количеств чистых веществ в инертной атмосфере:

{\displaystyle {\mathsf {U+2Se\ {\xrightarrow {1400^{o}C}}\ USe_{2}}}}

## Физические свойства
Диселенид урана образует кристаллы нескольких модификаций:
- ромбическая сингония, пространственная группа P nma, параметры ячейки a = 0,757 нм, b = 0,426 нм, c = 0,897 нм, Z = 4 [1];
- гексагональная сингония, пространственная группа P 4n, параметры ячейки a = 1,0700 нм, c = 0,6600 нм, структура типа дибромида стронция SrBr2 [2];
- гексагональная сингония, параметры ячейки a = 0,764 нм, c = 0,424 нм [3][4].

Соединение образуется по перитектической реакции при температуре 1400°C.